# Оборово
Оборово (хорв. Oborovo) — населений пункт у Хорватії, у Загребській жупанії у складі громади Ругвиця.

## Населення
Населення за даними перепису 2011 року становило 662 осіб.
Динаміка чисельності населення поселення:

## Клімат
Середня річна температура становить 10,86 °C, середня максимальна – 25,43 °C, а середня мінімальна – -6,29 °C. Середня річна кількість опадів – 865 мм.
| Клімат поселення                              | Клімат поселення | Клімат поселення | Клімат поселення | Клімат поселення | Клімат поселення | Клімат поселення | Клімат поселення | Клімат поселення | Клімат поселення | Клімат поселення | Клімат поселення | Клімат поселення | Клімат поселення |
| Показник                                      | Січ.             | Лют.             | Бер.             | Квіт.            | Трав.            | Черв.            | Лип.             | Серп.            | Вер.             | Жовт.            | Лист.            | Груд.            |                  |
| Середній максимум, °C                         | 6,28             | 8,40             | 13,00            | 17,60            | 22,62            | 25,43            | 24,64            | 23,89            | 20,09            | 14,89            | 9,22             | 5,23             |                  |
| Середня температура, °C                       | 0,00             | 2,10             | 6,70             | 11,32            | 16,36            | 19,15            | 20,76            | 20,00            | 16,20            | 11,00            | 5,31             | 1,33             |                  |
| Середній мінімум, °C                          | −6,29            | −4,13            | 0,43             | 5,03             | 10,07            | 12,88            | 16,87            | 16,12            | 12,30            | 7,11             | 1,44             | −2,54            |                  |
| Норма опадів, мм                              | 51               | 48               | 57               | 67               | 77               | 91               | 78               | 84               | 80               | 82               | 86               | 64               |                  |
| Середньомісячна швидкість вітру, м/с          | 1.80             | 2.00             | 2.44             | 2.30             | 2.10             | 1.97             | 1.90             | 1.70             | 1.70             | 1.80             | 1.90             | 1.88             |                  |
| Середньомісячна сонячна радіація, кДж/м²·день | 4167             | 6912             | 10577            | 15060            | 19199            | 21204            | 22145            | 19415            | 14300            | 8788             | 4571             | 3357             |                  |
| --------------------------------------------- | ---------------- | ---------------- | ---------------- | ---------------- | ---------------- | ---------------- | ---------------- | ---------------- | ---------------- | ---------------- | ---------------- | ---------------- | ---------------- |
| Джерело:                                      |                  |                  |                  |                  |                  |                  |                  |                  |                  |                  |                  |                  |                  |